# Huehuetenango (departementshuvudort)
Huehuetenango är en departementshuvudort i Guatemala.   Den ligger i kommunen Municipio de Huehuetenango och departementet Departamento de Huehuetenango, i den västra delen av landet, 130 km nordväst om huvudstaden Guatemala City. Huehuetenango ligger 1 905 meter över havet och antalet invånare är 79 426.
Terrängen runt Huehuetenango är varierad. Runt Huehuetenango är det ganska tätbefolkat, med 67 invånare per kvadratkilometer. Huehuetenango är det största samhället i trakten. I omgivningarna runt Huehuetenango växer huvudsakligen savannskog.